# Ras Salakta
Ras Salakta (àrab: رأس سلقطة, Raʾs Salaqṭa) és un cap de la costa oriental de Tunísia, a la governació de Mahdia, uns 12 km al sud de la ciutat de Mahdia i a la vora de les ruïnes romanes de Salaktum i de la moderna vila de Salakta. És un lloc turístic.